# ヨーロッパ軒
ヨーロッパ軒（ヨーロッパけん）は、福井県福井市順化一丁目に総本店を構える洋食店。元祖ソースカツ丼の店としてしられる。ここでは敦賀市内で店舗を展開する敦賀ヨーロッパ軒（つるがヨーロッパけん）についても解説する。

## 沿革
- 1912年（明治45年）：福井県出身の高畠増太郎[2]が、6年に亘る料理研究留学を終えて帰国[注 1][3][4]。
- 1913年（大正2年）：カツ丼 (後のソースカツ丼) を東京で開かれた料理発表会で披露[3]。同年、東京市牛込区（現・東京都新宿区）早稲田鶴巻町の早稲田大学前にヨーロッパ軒を開く[1][4][5]。店名の由来は修業をした欧州にちなむ[1]。
- 1917年（大正6年）3月：現在の神奈川県横須賀市追浜に出店[1][4][5]。
- 1923年（大正12年）9月：関東大震災で被災し、福井へ帰郷する[1][4]。
- 1924年（大正13年）1月：福井市の片町通り（但し、現在の総本店所在地の近傍[6]）にて福井ヨーロッパ軒として営業を開始[1][4]。
- 1939年（昭和14年）：敦賀分店（敦賀ヨーロッパ軒）に初ののれん分け[1]。
- 1946年（昭和21年）：城町に支店を開業（※後に閉店）[1]。以降、福井県内の各地（※嶺北は福井市とその近郊、嶺南は敦賀市のみ）への店舗展開を行う。
- 1969年（昭和44年）：有限会社となる[7]。

## カツ丼の元祖

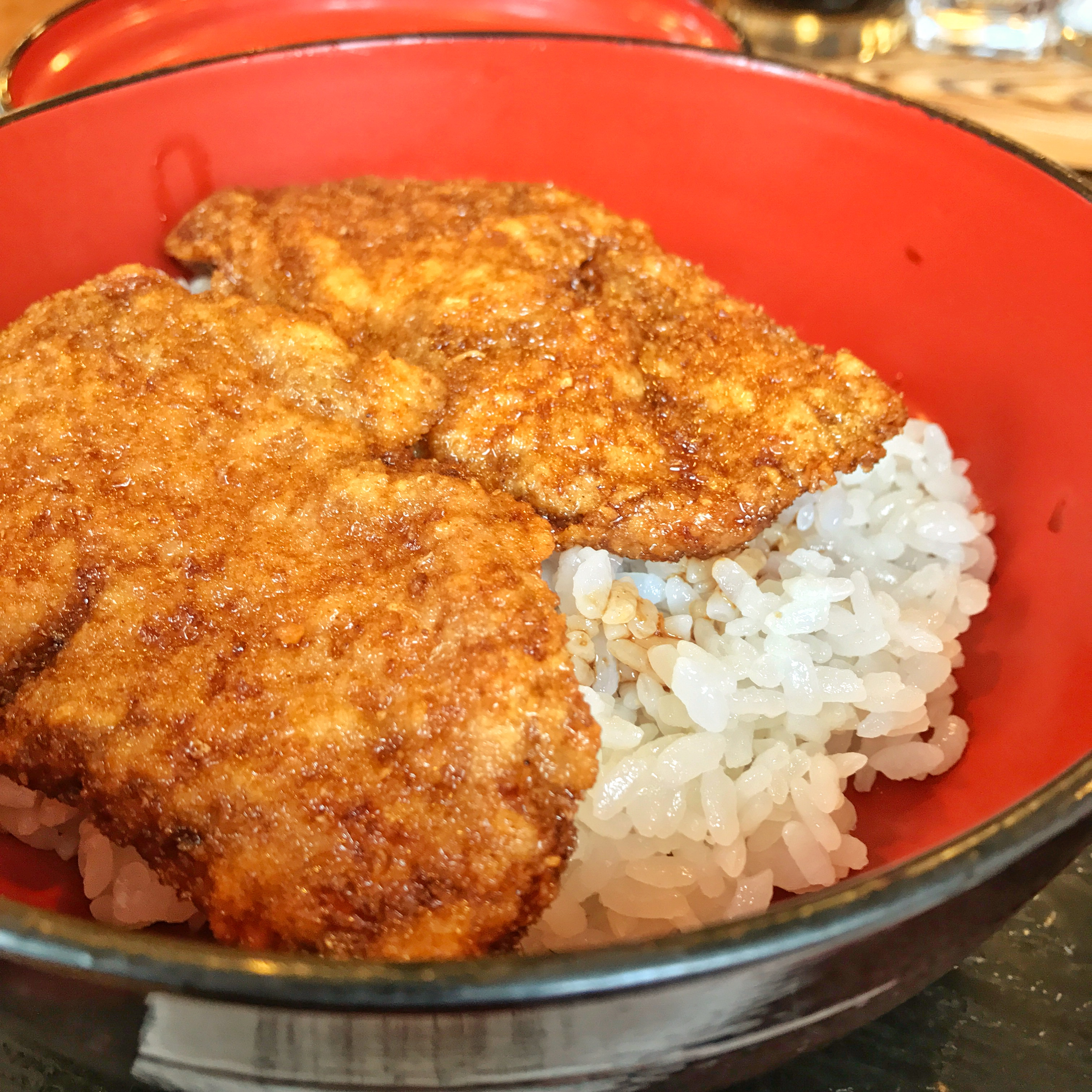
カツ丼（ヨーロッパ軒(福井)）

1907年から1912年の6年間、ドイツ・ベルリンの日本人倶楽部にて料理を学んだ高畠増太郎が、ドイツのシュニッツェルをウスターソースで味付けして丼飯に載せた料理を考案し、これを「カツ丼」と名付けて1913年に料理発表会にて披露した。
カツ丼は同年に創業したヨーロッパ軒で提供が開始された。高畠は関東大震災を期に郷里の福井に戻り、福井市の片町通りに福井ヨーロッパ軒を開店している。

## 素材
ウスターソース
- 当店で使用するウスターソースは高畠増太郎（創業者・初代社長）がレシピを書いた秘伝のソースである[4]。ほんのり甘いが、香辛料の酸味がさっぱりと効いている[4]。なお、このソースはメーカーに生産を委託している。開業当初はブルドックソースが生産していたが、福井へ帰郷以降は、イカリソース（現在はブルドックソースの子会社）が生産している[4]。

パン粉
- 当店で使用するパン粉は特製の極細パン粉であるが、その原料にはトリイパン粉が製造する極細目のパン粉が使われている[4]。

備考
- 当店で使用するウスターソース（特製カツ丼ソース）やパン粉（特製極細パン粉）は、公式サイトのインターネット通販で販売を行っている[8]。

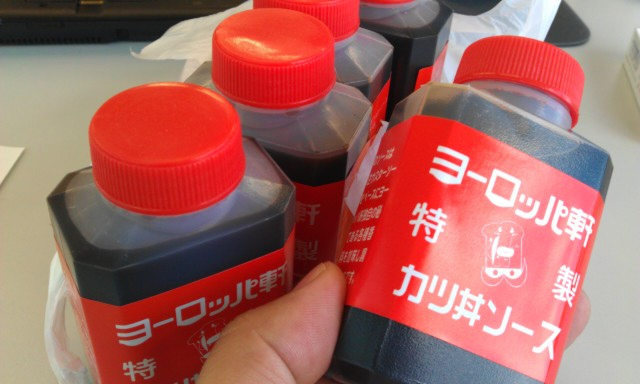
ヨーロッパ軒 特製カツ丼ソース

## 主なメニュー
※ここでは「ヨーロッパ軒(福井)」と「敦賀ヨーロッパ軒」の両店舗で販売する丼ものを紹介する。なお、メニュー構成は「ヨーロッパ軒(福井)」と「敦賀ヨーロッパ軒」で多少内容が異なる。
- カツ丼
- パリ丼[9] - メンチカツ（関西圏である敦賀ヨーロッパ軒では、ミンチカツと呼称）
- エビ丼 - エビフライ
- カキフライ丼（冬期限定）[10]

※上記の各丼の他、セット（サラダ・みそ汁付き）・ランチセット（サラダ付合せ、ライス付き）・ご飯もの（オムライスなど）・一品料理を販売している（※店舗限定で販売する料理もある）。ちなみに、ソースカツの単品は「ソース味カツ」と呼ばれる。

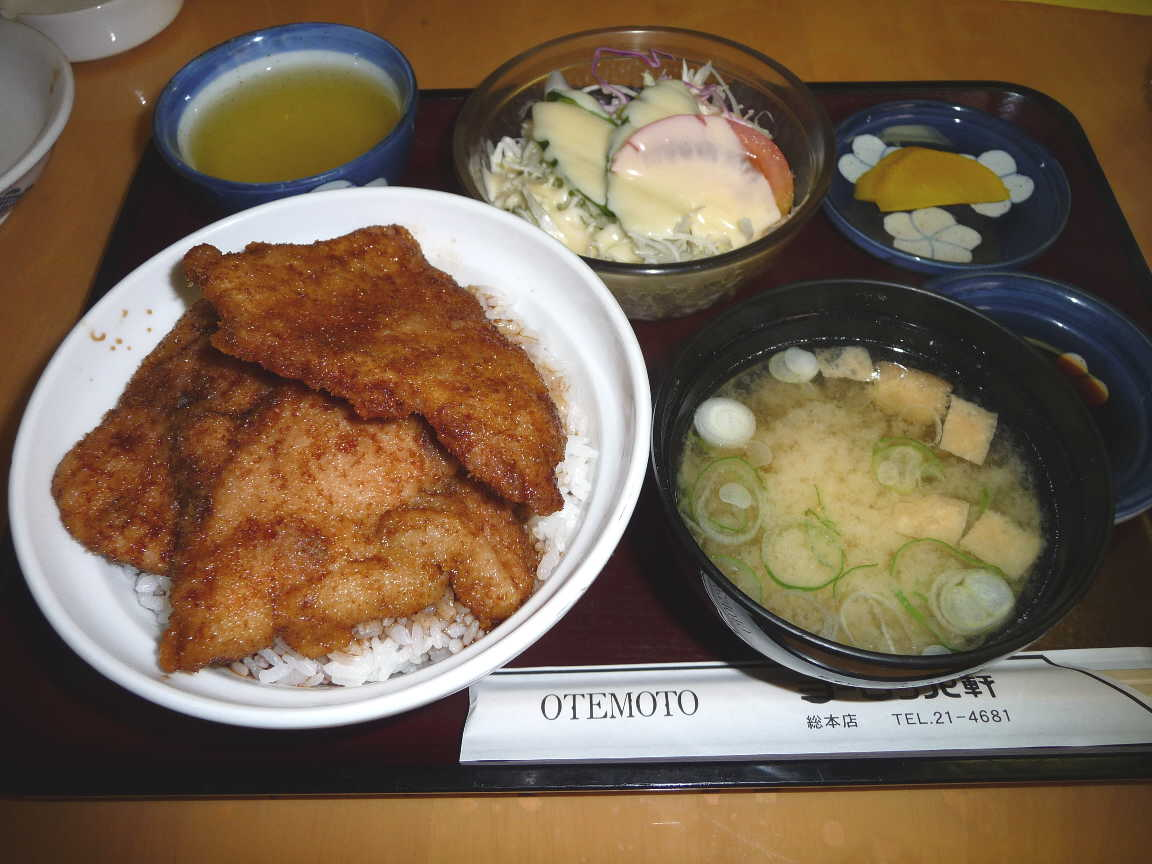
カツ丼セット （ヨーロッパ軒(福井)）
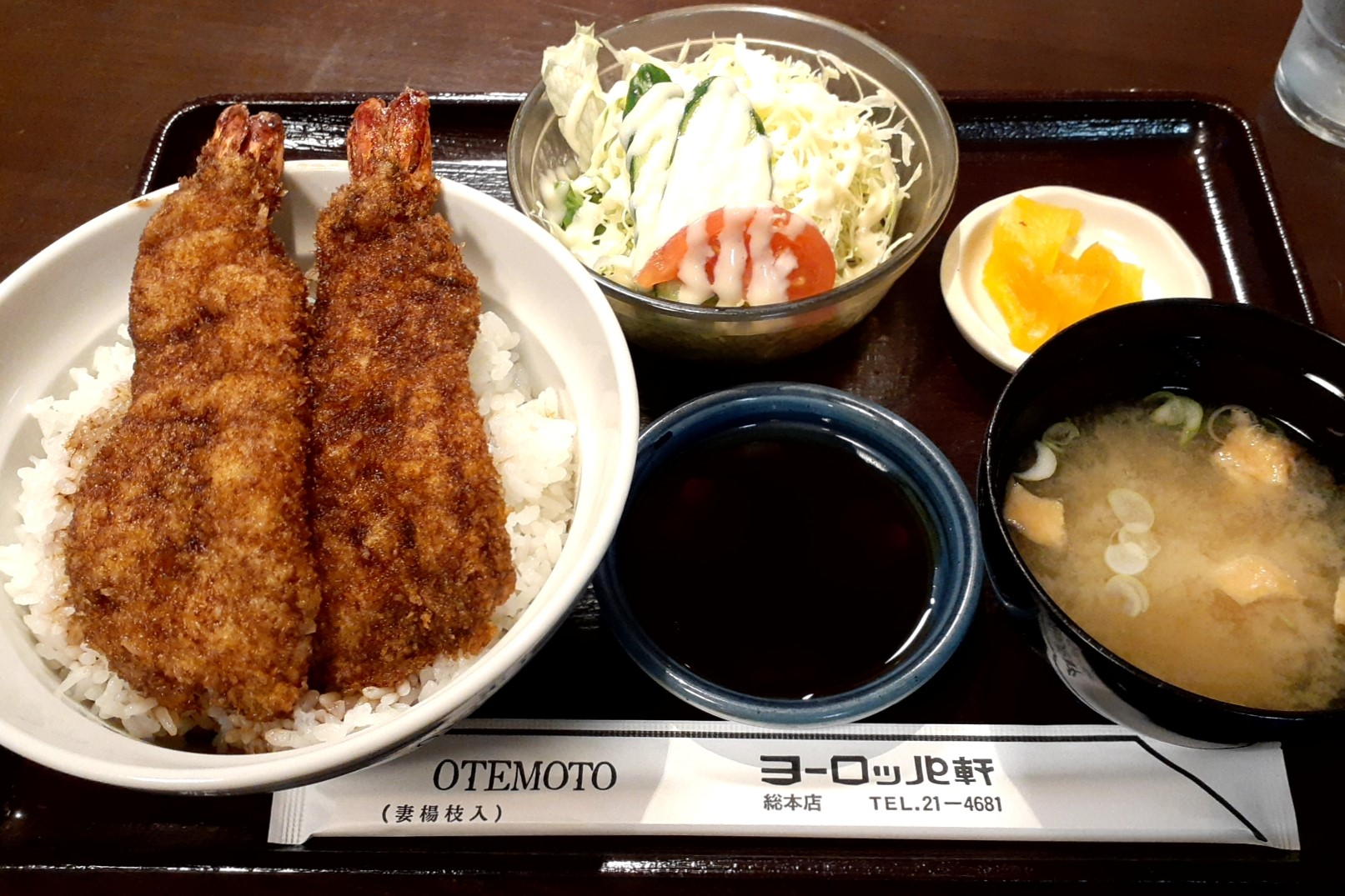
エビ丼セット （ヨーロッパ軒(福井)）

## 店舗展開
のれん分けによって福井県内の各地に分店があり、合計で19店舗（本店を含む）を有する（※2023年8月時点）。なお「分店」を名乗っていないやしろ支店と幾久店については総本店の直営である。
ヨーロッパ軒(福井)
- 福井市：11店舗（本店を含む）
- 坂井市：2店舗
- 鯖江市：1店舗

敦賀ヨーロッパ軒
- 敦賀市：5店舗（本店を含む）

## 敦賀ヨーロッパ軒
高畠増太郎の娘婿であり、弟子である赤坂耕二が「洋食専門 大衆食堂 ヨーロッパ軒敦賀分店」を暖簾分けで開店させたことに始まる。その後、敦賀市内にて店舗展開をする際に敦賀ヨーロッパ軒を設立。敦賀分店は「敦賀ヨーロッパ軒 本店」となった。敦賀市内の店舗はすべて敦賀ヨーロッパ軒直営の支店である。
キャッチフレーズは、「あなたのお店、国際観光レストラン」。店舗ごとにもそれぞれのキャッチフレーズが付けられている。スローガンは「まごころとおいしさは北陸で2番」。これは、1番はあなたのお母さんやおばあさんの作ってくれる料理であるとしているためである。
敦賀ヨーロッパ軒には「ジクセリ」（ピカタに類似）など、独自のメニューがある。なお、同店は2022年春に敦賀真鯛を使ったソースカツ丼を限定販売したことがある。また、一部、本店と中央店のみで販売される店舗限定メニューがあるものの、基本的には5店舗で同じメニューが提供される。
持ち帰り用のフードパックが全店舗にて配布されており、食べきれなかった分を持ち帰ることが可能。
なお、敦賀ヨーロッパ軒に公式ホームページはなく、その旨が店舗に掲示されている。営業時間の変更や定休日などは店頭または配布のカレンダーや電話等にて確認する必要がある。

### ソースの違い
ヨーロッパ軒では前述のイカリソースを基にし工場でソース調合を行っているため、どの店舗でもほぼ同じ味のソースカツ丼を食べることができる。一方で敦賀ヨーロッパ軒ではカゴメソースを基にし各店舗でソース調合を行っているため、店舗ごとに微妙な味の違いが生じている。また、敦賀が関西圏であるという点からもソースは福井に比べやや甘めに調合されている。

### 店舗
敦賀ヨーロッパ軒は本店と4つの支店を敦賀市内に有する。

### ギャラリー

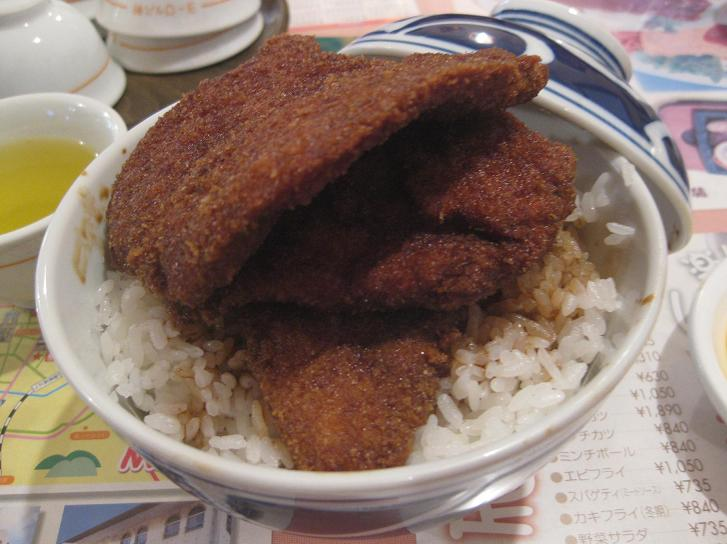
カツ丼 （敦賀ヨーロッパ軒）
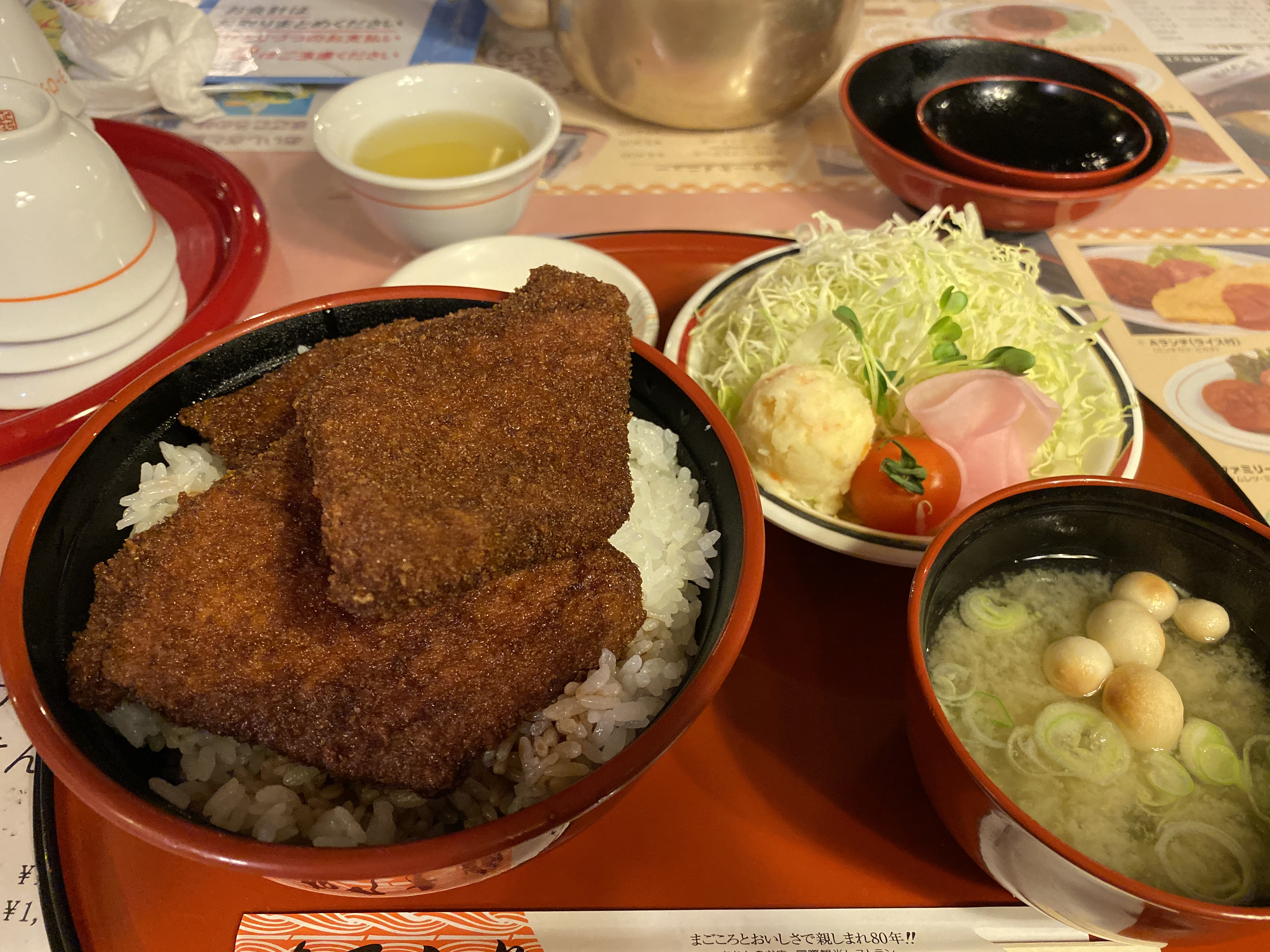
カツ丼セット （敦賀ヨーロッパ軒）
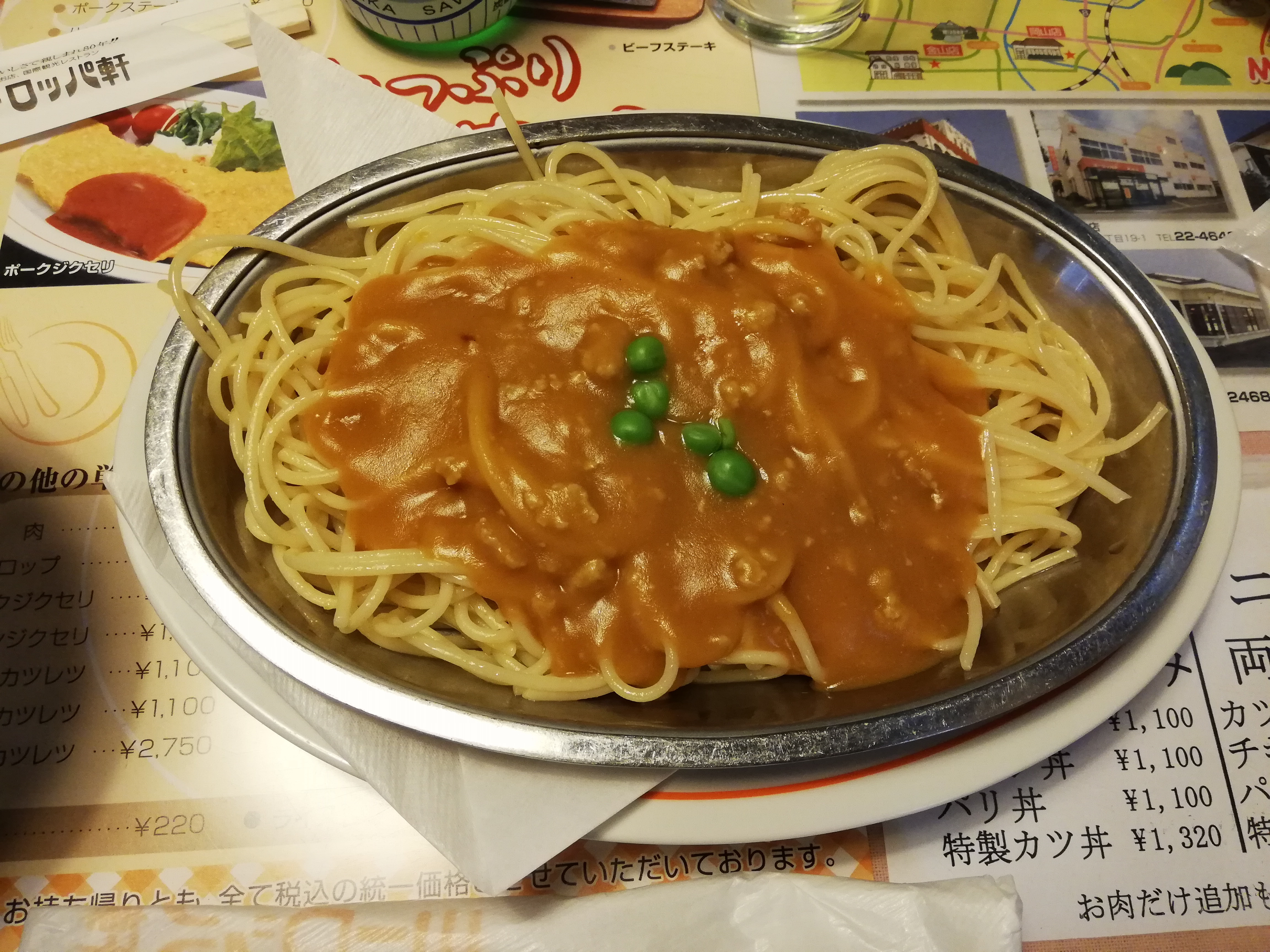
スパゲッティ（ミートソース） （敦賀ヨーロッパ軒）

## エピソード

### 五木ひろし
- 五木ひろしは芸能界入りする前からの、敦賀ヨーロッパ軒の常連であり[19]、店内には五木がリリースした楽曲のポスターが貼ってある[18]。五木のサインや写真も店内に飾ってあり、その中には妻[注 7]の和由布子と来店した時に撮影した写真もある[19]。
- 2022年（令和4年）に宮崎由加と対談した五木は故郷のグルメの話でヨーロッパ軒の創業者に関するエピソードを語った後、子供の頃から「贅沢しよう」という日は家族でソースカツ丼を食べに行くことが習慣であったことを明かし、福井県に帰ると今でも必ず敦賀ヨーロッパ軒を訪ねることも明かした[20]。

#### その他
- 2014年（平成26年）9月21日に放送した『ソロモン流』（テレビ東京系列）で「美浜にある五木さん長年の行きつけのお店」としてヨーロッパ軒本店（福井市）が紹介されたが[21]、美浜町内にはヨーロッパ軒の支店を設けていない（店舗展開を参照）。